# Tírechán

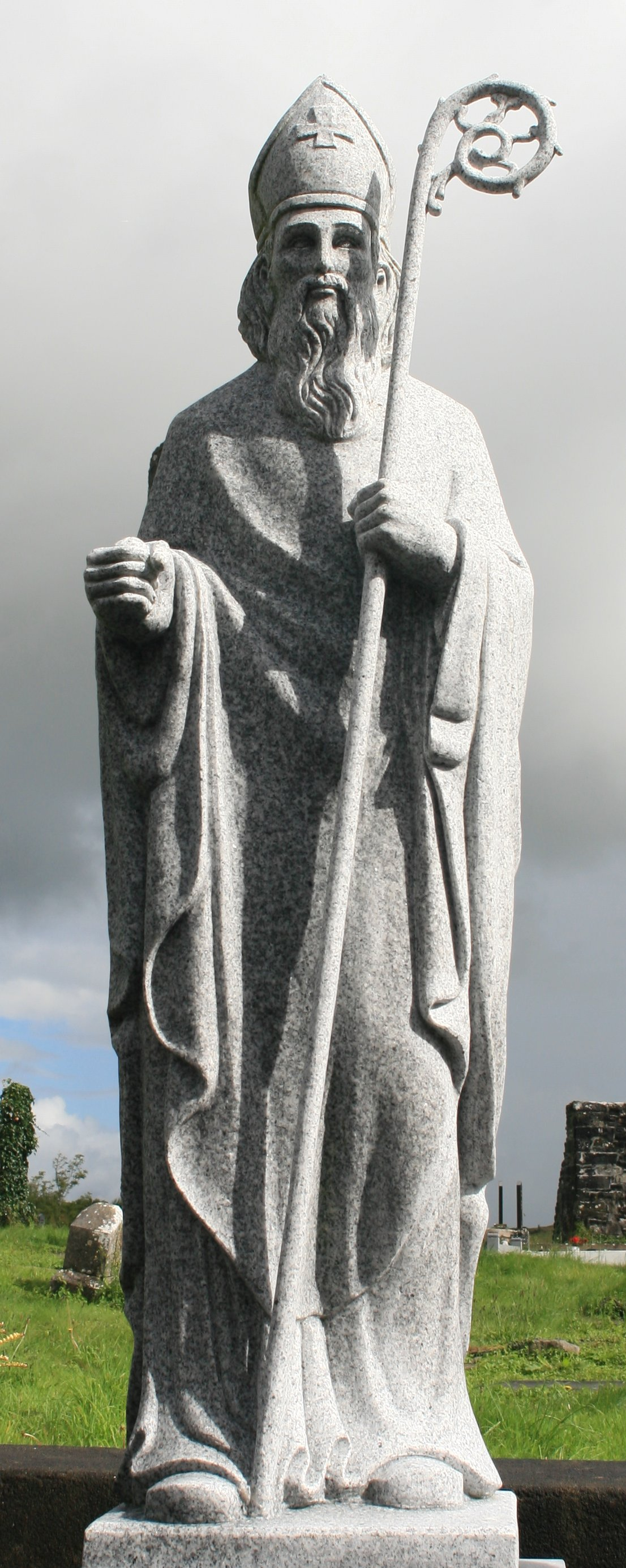
Estatua de St Patrick de Agahower.

Tírechán fue un obispo irlandés del siglo VII y biógrafo de San Patricio. Tírechán escribió sus memorias sin título (así llamada porque está escrito en primera persona, como si el autor fuera Patricio) en algún momento después de la muerte de su mentor, Ultan de Ardbraccan, en 657. El trabajo sobrevivie como manuscrito en el Libro de Armagh.
El relato de Tírechán, que John B. Bury data en los años 660 o 670, es frecuentemente comparado con la más o menos contemporánea narración del monje Muirchu moccu Machtheni.